# Oldřich Kolář
Oldřich Kolář (21. ledna 1898, Bílá Třemešná - 17. ledna 1985) byl československý lyžař.

## Sportovní kariéra
Na I. ZOH v Chamonix 1924 skončil v běhu na lyžích na 50 km na 19. místě.